# Merlin (Golada)
Merlin[cita requerida] (oficialmente San Pedro de Merlín) es una parroquia española del municipio de Golada, perteneciente a la provincia de Pontevedra, en la comunidad autónoma de Galicia.

## Historia
Hacia mediados del siglo XIX, la parroquia, ya por entonces perteneciente a Golada, tenía contabilizada una población de setenta habitantes. Aparece descrita en el undécimo volumen del Diccionario geográfico-estadístico-histórico de España y sus posesiones de Ultramar de Pascual Madoz con las siguientes palabras:

MERLIN (San Pedro de): felig. en la prov. de Pontevedra (11 leg.), part. jud. de Lalin (2 1/2) dióc. de Lugo (10), ayun. de la Golada (3/4). sit. al S. de Peña Mayor, con buena ventilacion y clima sano. Tiene 14 casas, y 1 igl. parr. dedicada á San Pedro, aneja de la de San Juan de Sta. Comba, con la cual confina, y con las de Bayas y Villarino. El terreno es montuoso y de mediana calidad; los caminos locales y malos. prod.: centeno, maiz, patatas, legumbres y pastos: hay ganado vacuno, lanar y cabrío, y caza de varias clases. pobl.: 14 vec., 70 alm. contr. con su ayunt. (V.)
(Madoz, 1848, p. 392)

En 2023 tenía empadronados 30 habitantes.